# 吴启讷
吴启讷（1963年—），中华民国中央研究院近代史研究所副研究员、国立台湾大学历史学系兼任副教授，专长领域为近代中国族群政治史和中国共产党历史。 专门研究中国边疆治理政策，自1990年起从事新疆近代史研究，多次到新疆进行田野调查。

## 人物经历
国立台湾大学历史学研究所博士毕业，师从陳永發院士，博士论文题目为《新疆:民族認同、國際競爭與中國革命,1944–1962》（2006年）。

## 人物事件
2020年1月17日，公共电视台《主题之夜》于晚间首播纪录片《新疆再教育营》（Tell the World）由蔡诗萍主持，并请吴启讷来分析讨论。节目播毕不久后，多名网友留言指吴启讷“立场偏颇”、“为共产暴政洗白”、“对新疆现况一无所知”，使得公视在几小时后下架影片，并剪掉所有访谈内容，以纯纪录片形式重新上架。